# Hennes Weisweiler
Hans "Hennes" Weisweiler (5 tháng 12 năm 1919 tại Lechenich, Tỉnh Rhein – 5 tháng 7 năm 1983 tại Zürich, Thụy Sĩ) là cựu cầu thủ, huấn luyện viên bóng đá người Đức được biết đến nhiều nhất khi dẫn dắt Borussia Mönchengladbach và 1. FC Köln trong những năm 1970s.
Với tổng cộng 11 danh hiệu, 8 ở Tây Đức, ông là một trong những huấn luyện viên thành công nhất châu Âu thời điểm 1970's.
Sự nghiệp của Weisweiler thăng hoa khi dẫn dắt Borussia Mönchengladbach trong 11 năm từ những năm 1960s và 1970s khi giúp đội bóng này từ một đội bóng mới thăng hạng Bundesliga thành một thế lực bóng đá ở Đức và châu Âu, sau này ông chuyển qua dẫn dắt đại kình địch 1. FC Köln cuối 1970s. Ông đã phát hiện và cho ra đời thế hệ 70's của bóng đá Tây Đức gồm những ngôi sao như Günter Netzer, Berti Vogts, Jupp Heynckes, Rainer Bonhof, Allan Simonsen, Uli Stielike, Bernd Schuster và Pierre Littbarski.

## Thành tích huấn luyện
Tính đến ngày 20 tháng 1 năm 2014
| Team                     | From                     | To                        | Record | Record | Record | Record | Record | Record |
| Team                     | From                     | To                        | G      | W      | D      | L      | Win %  | Ref.   |
| ------------------------ | ------------------------ | ------------------------- | ------ | ------ | ------ | ------ | ------ | ------ |
| 1. FC Köln               | ngày 1 tháng 7 năm 1949  | ngày 30 tháng 6 năm 1952  |        |        |        |        |        |        |
| Rheydter SV              | ngày 1 tháng 7 năm 1952  | ngày 30 tháng 6 năm 1954  |        |        |        |        |        |        |
| 1. FC Köln               | ngày 1 tháng 7 năm 1955  | ngày 30 tháng 6 năm 1958  |        |        |        |        |        |        |
| Borussia Mönchengladbach | ngày 27 tháng 4 năm 1964 | ngày 30 tháng 6 năm 1975  | 404    | 206    | 96     | 102    | 050,99 | [ 3 ]  |
| Barcelona                | ngày 1 tháng 7 năm 1975  | ngày 30 tháng 6 năm 1976  | 44     | 24     | 8      | 12     | 054,55 |        |
| 1. FC Köln               | ngày 1 tháng 7 năm 1976  | ngày 15 tháng 4 năm 1980  | 171    | 95     | 36     | 40     | 055,56 |        |
| New York Cosmos          | ngày 1 tháng 7 năm 1980  | ngày 31 tháng 12 năm 1981 |        |        |        |        |        |        |
| Grasshopper Club Zürich  | ngày 1 tháng 7 năm 1982  | ngày 5 tháng 7 năm 1983   |        |        |        |        |        |        |
| Total                    | Total                    | Total                     | 619    | 325    | 140    | 154    | 052,50 | —      |

## Tổng quát sự nghiệp
| Career as Player              | Career as Player         | Career as Player                                                                                  |
| Period                        | Club                     | Successes                                                                                         |
| ----------------------------- | ------------------------ | ------------------------------------------------------------------------------------------------- |
| 1948–1952¹                    | 1. FC Köln               | Oberliga West: 62 matches Division II: 37 matches / 10 goals 1949: promotion to Oberliga (Div. I) |
| ¹ from 1949 as Player-Manager |                          |                                                                                                   |
| Career as Coach               |                          |                                                                                                   |
| Period                        | Club                     | Titles                                                                                            |
| 1949–1952¹                    | 1. FC Köln               |                                                                                                   |
| 1955–1958                     | 1. FC Köln               |                                                                                                   |
| 1958–1964                     | Viktoria Köln            |                                                                                                   |
| 1964–1975                     | Borussia Mönchengladbach | Championship: 1970, 71, 75 German Cup:1973 UEFA Cup: 1975                                         |
| 1975–1976                     | FC Barcelona             |                                                                                                   |
| 1976–1980                     | 1. FC Köln               | Championship:1978 German Cup: 1977, 78                                                            |
| 1980–1981                     | New York Cosmos          | Championship: 1980                                                                                |
| 1982–1983                     | Grasshopper Club Zürich  | Championship: 1983 Cup: 1983                                                                      |
| ¹ as Player-Manager           |                          |                                                                                                   |